# Hans Amandus Münster
Hans Amandus Münster (* 12. Februar 1901 in Hamburg; † 17. Januar 1963 in Bad Mergentheim) war ein Kommunikationswissenschaftler, Autor und Publizist.

## Kindheit, Jugend und Familie
Hans Amandus Münster wurde als Sohn des hamburgischen Architekten Carl Münster (1868–1926) und dessen Ehefrau Käthe (1873–1955), geborene Paap, in Harvestehude geboren. Als Eppendorfer Oberrealschüler wurde er 1918 für das 1. Westfälische Jungmannen-Etappen-Kommando zur Landarbeit in Nordfrankreich herangezogen. 1919/20 gehörte er
einem Zeitfreiwilligenkorps an und beteiligte sich am Kapp-Putsch.
Im Jahr 1927 heiratete er die zwölf Jahre ältere Melanie Schott (1889–1946), die drei Söhne mit in die Ehe brachte, die später alle im Zweiten Weltkrieg gefallen sind. Zwei Jahre nach dem Tod seiner Ehefrau heiratete er 1948 die Münchner Publizistikwissenschaftlerin Ruth Göldner (1923–1988), mit der er eine Tochter, die spätere Soziologin Anne-Marie Whiting (* 1949), und einen Sohn, den späteren Architekten Carsten Münster (* 1953), bekam.

## Ausbildung
Nach seiner Reifeprüfung im Jahr 1920 studierte er an der Universität Köln, der Hamburgischen Universität, der Friedrich-Wilhelms-Universität zu Berlin und der Christian-Albrechts-Universität in Kiel Nationalökonomie, Soziologie, Staatsphilosophie und Zeitungskunde. Er war seit 1921 Mitglied bei der Landsmannschaft Teutonia Bonn. Im Jahr 1924 promovierte er bei dem Soziologen Ferdinand Tönnies über „Die öffentliche Meinung in Johann Josef Görres' politischer Publizistik“.

## Berufliche Entwicklung
Im Jahr 1924 begann er seine berufliche Laufbahn als Lokalreporter für die Ostpreußische Zeitung in Königsberg. Im Jahr 1925 übernahm er kurzzeitig die Hauptgeschäftsführung der Fichte-Gesellschaft in Hamburg, volontierte dann aber im selben Jahr am Seminar für Publizistik und Zeitungswesen der Albert-Ludwigs-Universität zu Freiburg im Breisgau als Assistent von Wilhelm Kapp (1865–1943).
Zu Beginn des Jahres 1927 wurde er als Referent Mitarbeiter von Martin Mohr (1867–1927) an dem von diesem mitbegründeten Deutschen Institut für Zeitungskunde (DIZ) in Berlin, dessen Träger die 1926 gegründete Deutsche Gesellschaft für Zeitungswissenschaft (DGZW) war. Nach dem Tod Mohrs übernahm Emil Dovifat die Leitung des DIZ.
In der Zeitspanne bis 1933 betrieb Münster dort eine methodisch innovative Rezipientenforschung, deren sozialwissenschaftlicher Charakter von der Reformpädagogik inspiriert war. Zur damaligen Zeit war dies die größte Jugendstudie dieser fachlichen Disziplin, denn empirische Daten galten ihr noch nicht viel. Münster war dabei bemüht, Begrifflichkeiten und Kategorisierungen so exakt wie möglich zu fassen. Im Verlauf einer empirischen Großstudie wurden mit Hilfe eines standardisierten Fragebogens 100.000 Jugendliche befragt, um deren Zeitungsnutzung zu erforschen.
1928 war er eines der Mitglieder des von Karl d’Ester geleiteten wissenschaftshistorischen Ausschusses der internationalen Kölner Presseausstellung Pressa und beteiligte sich an der Neuherausgabe des Rheinischen Merkurs von Joseph Görres, über den er promoviert hatte.
Ab 1930 organisierte und veranstaltete Münster zusammen mit Emil Dovifat zeitungswissenschaftliche Kurse an der Berliner Volkshochschule, ab 1931 dann zeitungskundliche Kurse für Lehrer am DIZ. Er war Schriftleiter der Halbmonatsschrift Der Zeitspiegel.
Zum 1. Mai 1933 trat Münster in die NSDAP ein (Mitgliedsnummer 2.839.392). Im Juli 1933 wurde er zum stellvertretenden Direktor des Deutschen Instituts für Zeitungskunde berufen, nachdem er dort ab 1932 Abteilungsleiter war. Zum Wintersemester 1933/34 übernahm Münster zunächst kommissarisch den Leipziger Lehrstuhl für Zeitungswissenschaft des erst beurlaubten und dann im Herbst zwangsemeritierten Erich Everth. 1934 erhielt er in Leipzig auf der Grundlage seiner als Habilitationsschrift als ausreichend befundenen Studie Jugend und Zeitung die ordentliche Professur und wurde zum Direktor des Instituts berufen. Von einem regulären Habilitationsverfahren nahm man in diesem Fall wegen der Vakanz des Lehrstuhls Abstand, zumal die alte Form der Habilitation mit Privatdozentur von den Nationalsozialisten abgelehnt wurde. Als Professor war er zu dieser Zeit die einzige prägende Figur dieses Fachbereiches in Leipzig. Zur selben Zeit wurde der 24-jährige Nationalsozialist Karl Oswin Kurth (1910–1981) Assistent am Institut. 1935 wurde Münster Leiter der Pressestelle der Universität Leipzig. Von 1935 bis 1937 war er nicht nur Dekan der Philologisch-Historischen Abteilung der Philosophischen Fakultät, sondern zugleich Gesamtdekan der Philosophischen Fakultät.
Seine Nähe zum Nationalsozialismus und seine diesbezügliche politische Überzeugung unterstrich er bereits in seiner Antrittsvorlesung, in der er das Fachgebiet auf eine rein politische Publizistik verengte. Die Zeitungswissenschaft, deren erste Funktion eine „volkserzieherische Aufgabe“ sei, müsse „aus echtem nationalsozialistischem Geist betrieben werden“. Er versuchte in der Folge, das Leipziger Institut zu einem modellhaften NS-Institut zu formen. Innerhalb der Publizistik geriet er so zu einem Exponenten massiver fachlicher Auseinandersetzungen. Sein Modell der Publizistik orientierte sich am Zusammenspiel und der Wirkung der „publizistischen Führungsmittel“.
Ausdruck der von Münster antizipierten NS-Ideologie sind auch seine danach erschienenen Werke, so Zeitung und Politik (1935), Der Wille zu überzeugen – ein germanischer Wesenszug in der Volksführung des neuen Staates. Vom Sinn der Zeitungswissenschaft (1938) oder Publizistik. Menschen – Mittel – Methoden (1939). 1944 wurde er zum Leiter des Fachkreises Publizistik in der Reichsdozentenführung berufen.
Trotz der aus Überzeugung weitgehenden Übereinstimmung Münsters mit den Zielen des Nationalsozialismus und mit dem NS-Postulat, dass das Ziel der Nachricht die politische Beeinflussung sei, war Münsters Haltung nicht deckungsgleich mit der dominierender Wissenschaftler um den Präsidenten des 1933 gegründeten Deutschen Zeitungswissenschaftlichen Verbandes (DZV), Walther Heide.
Während die Publizistik der Weimarer Republik bereits den Rundfunk (Hörfunk) und den Film zu integrieren suchte, dafür eigene Lehr- und Forschungsabteilungen eingerichtet hatte, bauten die Nationalsozialisten dies ab und beschränkten Lehre und Forschung wieder weitgehend auf das Zeitungswesen. Dissertationsthemen wurden nur noch ganz ausnahmsweise zu den als Randbereiche betrachteten Themenkomplexen Rundfunk oder Film vergeben. Den zeitungswissenschaftlichen Verbänden wurde eine Beschäftigung mit Rundfunk oder Film sogar untersagt.
Münster wollte diesen Vorgaben nicht folgen und behielt Rundfunk und Film im Lehrplan der Uni Leipzig bei. 1940 gelang es ihm, einen Lehrauftrag für Rundfunkkunde und 1944 einen weiteren für Filmkunde durchzusetzen.
Auch die empirische Rezipientenforschung wurde von den Nationalsozialisten 1933 abrupt eingestellt, begonnene Studien abgebrochen und nicht ausgewertet, deren Befürworter entlassen. Eine im Deutschen Reich begonnene soziologische Studie von Stephan Schreder über den Zeitungsleser musste daher in der Republik Österreich fortgesetzt werden und wurde 1936 im schweizerischen Basel als Dissertation vorgelegt. In Deutschland wurde sie während der Zeit des Nationalsozialismus nicht rezipiert.
Für Münster stellte die empirische Forschung der Leserschaft ein zentrales Element dar, allerdings auch mit der Maßgabe, die Meinungsbildung der Leserschaft politisch einseitig beeinflussen zu wollen.
Nach dem Ende des Krieges wurde Münster im Lager Ludwigsburg interniert. Ab 1948 war er in Starnberg tätig, zunächst als Mitarbeiter lokaler Printmedien und als Autor heimatkundlicher Publikationen. Seine wiederholten Versuche, wieder im universitären Bereich zu arbeiten, waren vergeblich. Ab 1950 war er für das Werbefachliche/Werbewissenschaftliche Institut in München tätig. Ab 1956 bearbeitete er für die neue Fachzeitschrift Publizistik das Sachgebiet Werbung. In den Jahren zwischen 1959 und 1963 war er Herausgeber der Zeitschrift Verlags-Praxis. Seine Publikationen dieser Zeitspanne reflektieren diese Arbeit.

## Werke (Auszug)
- Die öffentliche Meinung in Johann Josef Görres' politischer Publizistik. Phil. Diss. 1924, Staatspolitischer Verlag, Berlin 1926
- Johann Josef Görres. Eine Auswahl aus seinen nationalen Schriften. Hanseatische Verlagsanstalt, Hamburg ca. 1926
- Die öffentliche Meinung und ihre Beherrschung, 1926[24]
- Der Freiheitsgedanke bei Görres. B. G. Teubner, Leipzig 1928
- Probleme des Zeitungswesens. B. G. Teubner Verlag, Leipzig 1929 (Bd. 1 – Öffentliche Meinung und Pressefreiheit), 1930 (Bd. 2 – Voraussetzungen und Grenzen der Zeitungsherstellung)
- Jugend und Zeitung. C. Duncker-Verlag, Berlin 1932
- Die drei Aufgaben der deutschen Zeitungswissenschaft. Universitätsverlag Robert Noske, Leipzig 1934
- Das Studium der Zeitungswissenschaft in Leipzig. A. Lorentz-Verlag, Leipzig 1935
- Zeitung und Politik. Eine Einführung in die Zeitungswissenschaft. Universitätsverlag Robert Noske, Leipzig 1935
- Wesen und Wirkung der Publizistik Arbeiten über die Volksbeeinflussung und geistige Volksführung aller Zeiten und Völker. Universitätsverlag Robert Noske, Leipzig 1937
- Zeitung als Quelle der historischen Forschung. Quader-Verlag August Bach, Berlin 1937
- Der Wille zu überzeugen – ein germanischer Wesenszug in der Volksführung des neuen Staates. Vom Sinn der Zeitungswissenschaft. Universitätsverlag Robert Noske, Borna 1938
- mit Walter Schöne: Zeitungswissenschaft und deutsche Bibliotheken. Verlag Richard Hadl, Leipzig 1938
- als Hrsg.: Leipziger Beiträge zur Erforschung der Publizistik (ca. 8 Bde., etwa zwischen 1939 und 1942)
- Publizistik. Menschen – Mittel – Methoden. Meyers kleine Handbücher, Bd. 17. Bibliographisches Institut, Leipzig 1939
- 25 Jahre Institut für Zeitungswissenschaft an der Universität Leipzig (1916–41). Verlag Gunter Dittert, Leipzig 1941
- Geschichte der deutschen Presse in ihren Grundzügen dargestellt. Meyers kleine Handbücher, Bd. 26. Bibliographisches Institut, Leipzig 1941
- Führer durch das Starnberger- und Ammersee-Gebiet. Bergverlag Rudolf Rothert, München 1951
- Zur Erforschung der Vor- und Frühgeschichte unserer periodischen Presse. In: Börsenblatt für den deutschen Buchhandel, Bd. 9, 1953, S. 475–476
- Die moderne Presse. Das Zeitungs- und Zeitschriftenwesen im In- und Ausland. Carl Ferdinand Harrach-Verlag, Bad Kreuznach 1955 (Bd. 1 – Die Presse in Deutschland), 1956 (Bd. 2 – Die Presse im Ausland)
- Gutenbergs Erfindungen und die Entwicklung der Weltpresse. Festvortrag, gehalten auf der Akademischen Morgenfeier des Burgvereins Eltville e. V. – Gutenberg-Gedenkstätte – zum Burgfest am 17. Juni 1956. Burgverein Eltville e. V. (Hrsg.), Eltville am Rhein, 1956
- Fibel der Marktforschung. C. W. Leske-Verlag, Darmstadt 1957
- Werben und verkaufen im Gemeinsamen Europäischen Markt. C. W. Leske-Verlag, Darmstadt 1960
- Die Presse. Trumpf in der Werbung. Eine kritische Analyse. Forkel-Verlag, Münster 1963